# 津軽の海
「津軽の海」（つがるのうみ）は、1971年4月25日に発売されたジャッキー吉川とブルー・コメッツの楽曲である。作詞は橋本淳、作曲は三原綱木による。

## 解説
「雨の赤坂」以来8作品ぶり2度目の橋本・三原コンビによる作品となった。タイトル及び歌詞こそ演歌調だが、曲はそれに相反して、アコースティック・ギターとブラスを中心としたフォークソング風になっている。後に流行した叙情派フォークのような作品に仕上っている。
この曲が発売される約3ヶ月前にはGSブームを支えたザ・タイガースやザ・スパイダースなどが既に解散していた影響もあり、前作「雨の賛美歌」がオリコンシングルチャートの最高順位が65位だったのに対し、今作はオリコンシングルチャートの100位圏内にも入らなかった。これ以降、（GSグループとしての）ブルー・コメッツのシングルがオリコンシングルチャートの100位圏内にランクインすることはなかった。
B面は「鏡の中で見た恋は」（橋本淳 作詞、小田啓義 作曲）。やや演歌に近い歌謡曲の作品である。
レコードジャケットは港で5人が「BLUE COMETS」と書かれたヨットに乗ってポーズを決めた構図になっている。

## 収録曲
※いずれも作詞：橋本淳、編曲:川口真
1. 津軽の海
  - 作曲:三原綱木
2. 鏡の中で見た恋は
  - 作曲:小田啓義